# ニセコ大橋

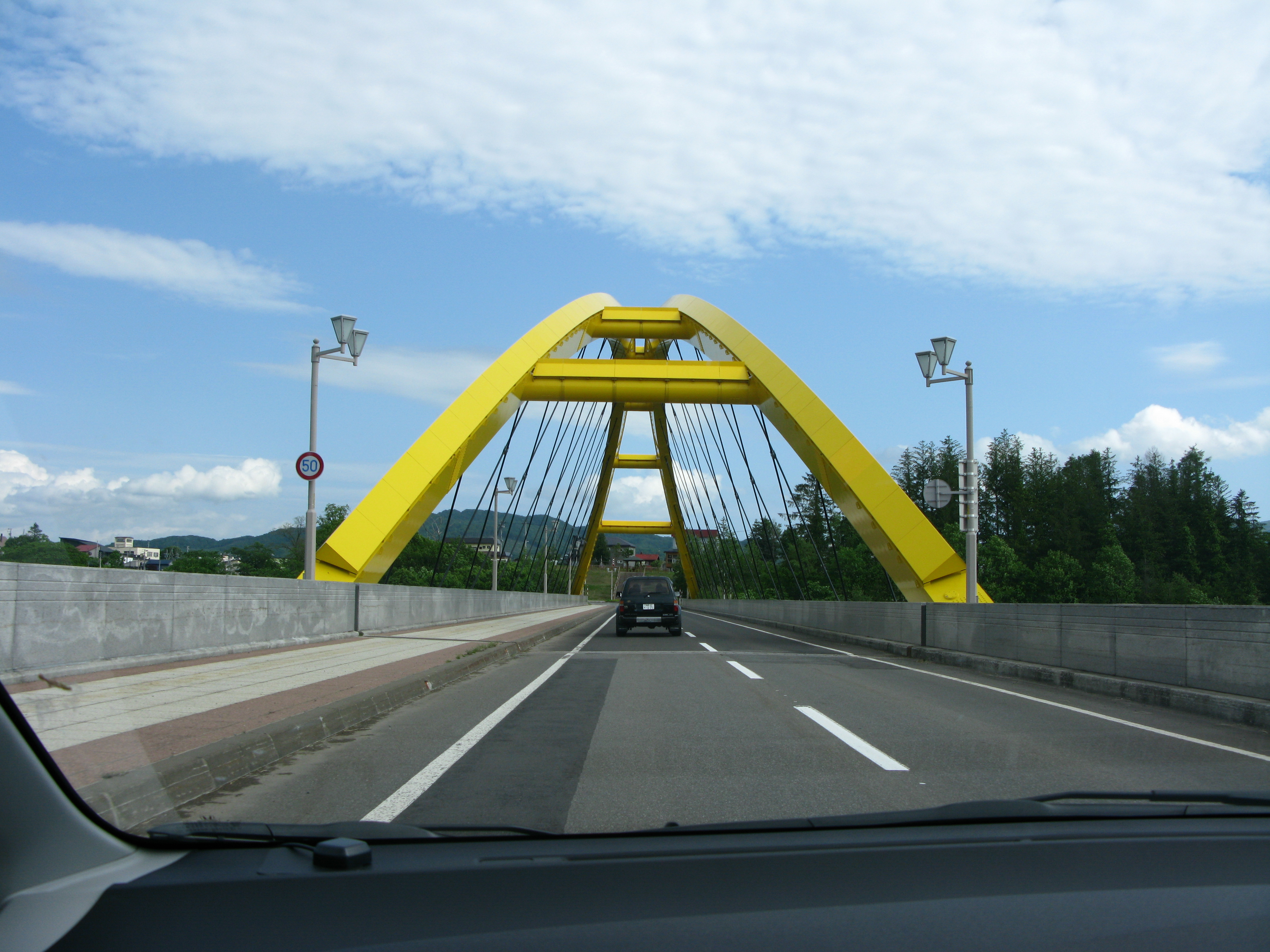
2008年6月撮影

ニセコ大橋（ニセコおおはし）は、北海道虻田郡ニセコ町にある橋。

## 概要
1994年（平成6年）完成。北海道道66号岩内洞爺線となっており、函館本線と尻別川を跨いでニセコ町の南北を結んでいる。北海道による地域住民と市町村が協力しながら特色を活かした道づくりをする「マイウェイ・アワーロード事業」に認定されており、ニセコの自然に調和することを考慮して橋の色について議論を重ねた結果、黄色が選ばれた。
シーニックバイウェイ「支笏洞爺ニセコルート」になっており、ニセコ大橋駐車公園が隣接している。

## 主要諸元
| 形式     | ニールセン橋                  |
| 路面形式 | 下路                          |
| 床版形式 | RC床版                        |
| 橋長     | 380m                          |
| 幅員     | 8.50m（車道） + 3.50m（歩道） |
| 総鋼重   | 1,647t                        |
| 支間長   | 140m                          |

## 参考資料
- 安藤正和、北島滋. 市民参加の先進形態 -北海道ニセコ町を事例に (PDF) (Report). 塩谷広域行政組合. 2016年1月27日閲覧。